# Come Clarity (canción)
«Come Clarity» es el tercer sencillo de la banda de death metal melódico In Flames. Es una edición limitada de vinilo de 7", fue lanzado a través de Black Lodge Records bajo licencia de Nuclear Blast. El sencillo solo contiene 2 canciones, «Come Clarity» que es del octavo álbum de In Flames del mismo nombre, y «Only For The Weak», del álbum Clayman. Una característica destacable del álbum es la portada del álbum que cuenta con el logo/mascota de In Flames, la Jester Head. Este es el primer álbum de In Flames desde Clayman en función de la Jester Head en la portada en lugar de la obra de arte en el interior del folleto del álbum. La canción no dispone del death metal melódico de la banda, sino que es más de un heavy metal tradicional basada en sus influencias como Iron Maiden y Black Sabbath.

## Lista de canciones

### Club/Radio Promo CD[1]
| N.º | Título              | Duración |  |
| 1.  | «Come Clarity»      | 4:15     |  |
| 2.  | «Only for the Weak» | 4:55     |  |
| 3.  | «System»            | 3:39     |  |

### EP
| N.º | Título              | Duración |  |
| 1.  | «Come Clarity»      | 4:15     |  |
| 2.  | «Only for the Weak» | 4:55     |  |

## Video musical
Anders está conduciendo su coche, y como él conduce a lo largo, se mantiene al ver a una chica dando la señal de que quiere decir "necesito que me lleven por favor". A medida que la banda toca la canción, hay escenas tanto de la chica caminando en el desierto y Anders conduciendo por él. Después del solo de la canción, una lluvia de meteoros se produce cuando el coro vuelve a entrar como la canción empieza a terminar, el video muestra escenas de conducción de Anders en varias ocasiones. Cuando la canción termina, Anders va a recoger a la niña, pero cuando se detiene, desaparece, dejando solo un osito de peluche que tenía en la mano.[cita requerida]
El video fue dirigido por Lex Halaby.

## Personal
- Anders Fridén – Vocalista
- Jesper Strömblad – Guitarra
- Björn Gelotte – guitarra
- Peter Iwers – Bajo
- Daniel Svensson – Batería